# Delphin-Werft
Die Delphin-Werft wurde 1903 in Lehe (Bremerhaven) als Schiffswerft Delphin Riedemann und Co. gegründet, 1904 als Schiffswerft Delphin GmbH ins Handelsregister eingetragen und 1910 in Schiffbau-Gesellschaft Unterweser GmbH umbenannt. Nach mehreren Fusionen und Eingliederung in den Vulkan-Verbund erfolgte 1989 eine Verlagerung in den Geestemünder Fischereihafen. Aus dem ursprünglichen Betrieb an der Geeste wurde der Geeste Metallbau.

## Delphin Riedemann und Co. (1903–1908)

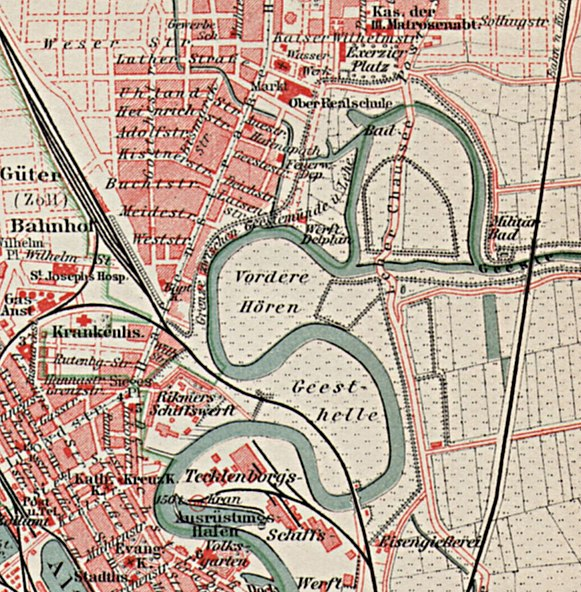
Lage der Delphinwerft an der Geeste (1905)

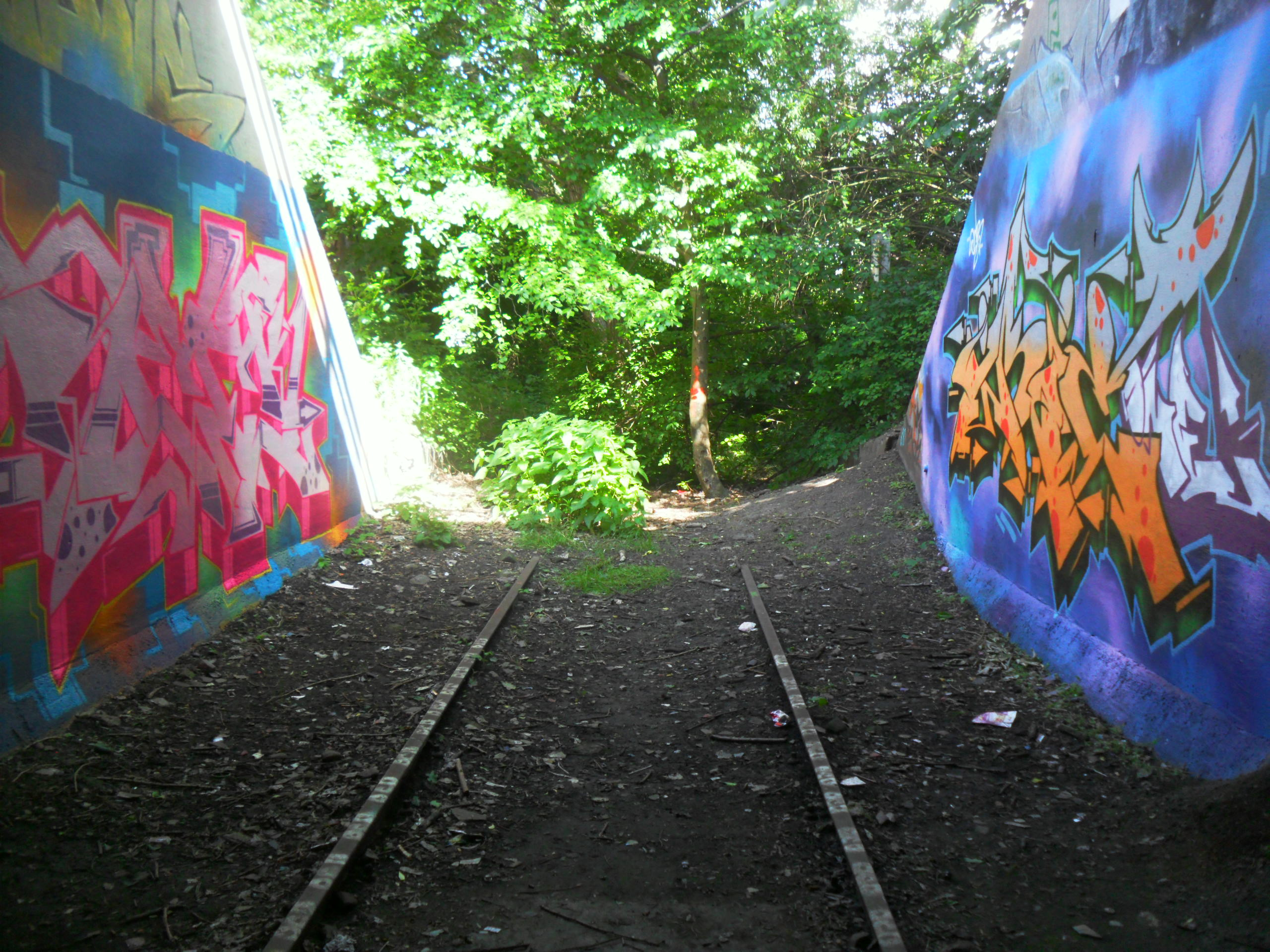
Damaliger Zubringer unter Stresemannstraße zur Delphin-Werft

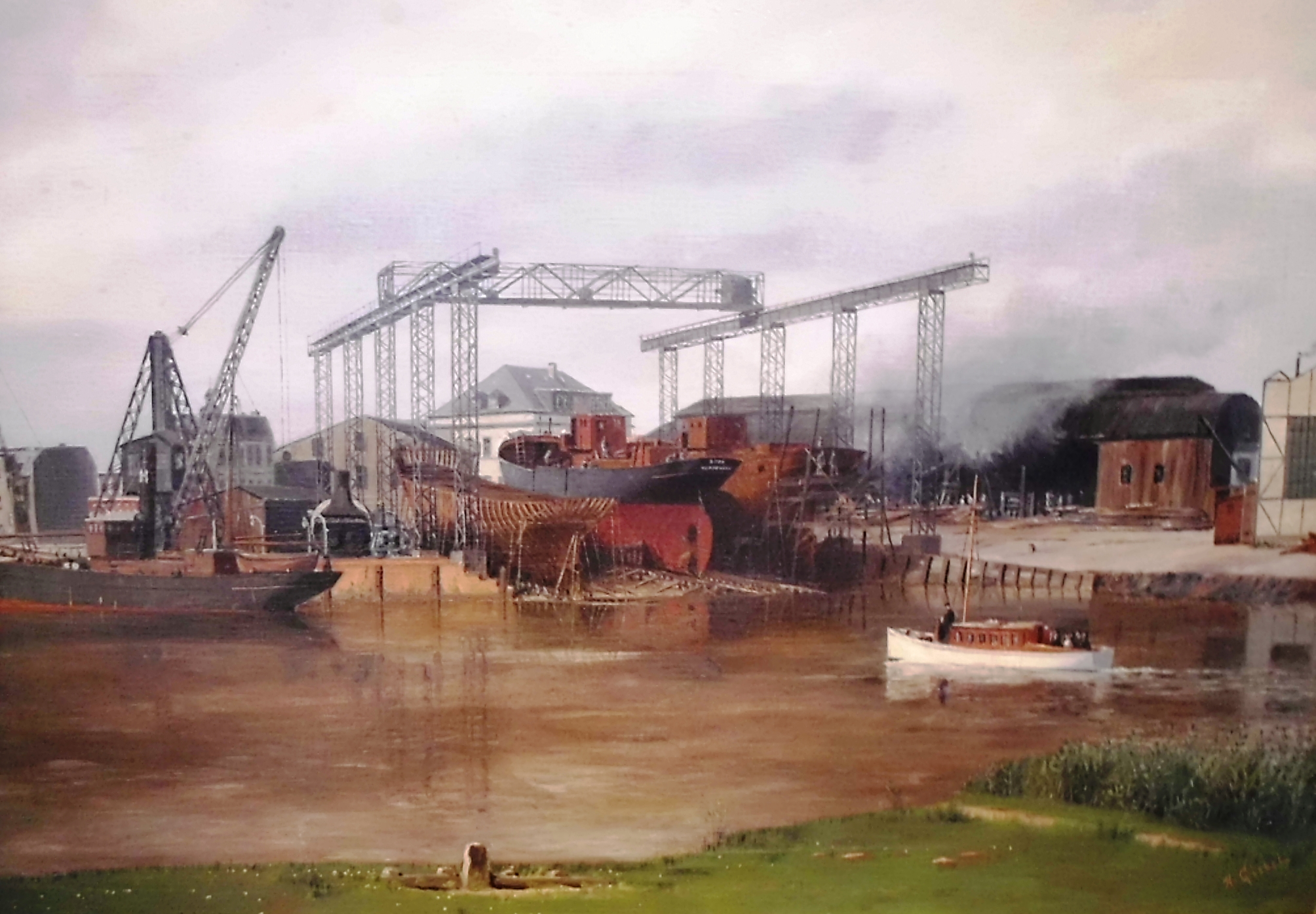
Der Werftbetrieb der Delphin-Werft (später Schiffbaugesellschaft Unterweser) um 1914, 3 Fischdampfer auf den Helgen

Die Delphin-Werft ging aus einer um 1870 gegründeten Bootswerft an der Geeste hervor und baute kleine Schiffe, Motorboote und Leichter. Sie ging 1903/1904 über in die Delphin-Werft Riedemann & Co und wurde 1905 in die Kommanditgesellschaft Schiffswerft Delphin GmbH gewandelt. Bis zum Konkurs wurden rund 40 Motorboote für viele verschiedene Eigner, zwei Segellogger für die Elsflether Heringsfischerei, ein Dreimastschoner für Wilhelm Schuchmann und einige Leichter für Hapag und die Roland-Linie gebaut.

## Riedemann & Co. Schiffswerft (1908–1910)
1908 ging die Werft in Konkurs und wurde von Riedemann bis 1910 unter dem Namen B. W. Riedemann & Co. Schiffswerft weitergeführt. In dieser Phase entstanden rund 20 Schiffe, viele Segelschuten, ein weiterer Dreimastschoner für W. Schuchmann, ein Austernfänger, ein Motorschlepper für Schulte & Bruns Emden und einige Fischkutter.

## Schiffbau-Gesellschaft Unterweser (1910–1972)

Zweigbetrieb der Schiffbau-Gesellschaft Unterweser im Fischereihafen (um 1918)

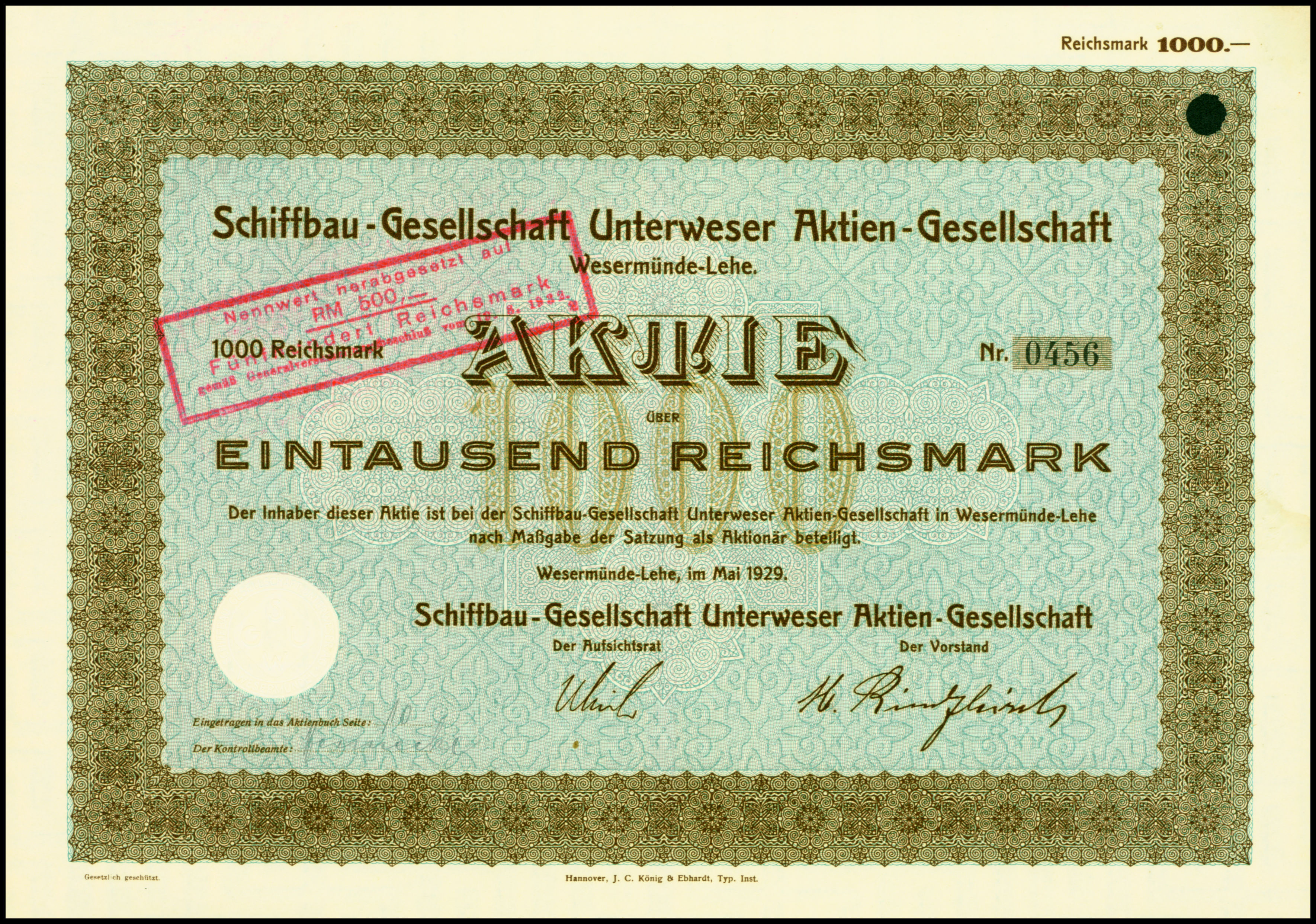
Aktie über 1000 RM der Schiffbau-Gesellschaft Unterweser AG vom Mai 1929

1910 wurde daraus die Schiffbau-Gesellschaft Unterweser GmbH, die 1921 in eine Aktiengesellschaft umgewandelt wurde. 
1918 wurde im Fischereihafen ein Zweigbetrieb mit mehreren Patentslipanlagen eröffnet, der vorwiegend Reparaturarbeiten an Fischdampfern durchführte. 1935 wurde hier aber auch das bei Tecklenborg gebaute Weser-Fährschiff Oldenburg umgebaut. Auf dem früheren Werftgelände steht heute das Gebäude der Thünen-Institute in Bremerhaven.
Im Hauptbetrieb wurden neben einigen Leichtern, Dreimastschonern und einigen Frachtdampfern vorwiegend Fischereifahrzeuge gebaut, die hauptsächlich von den regionalen Fischereibetrieben übernommen und eingesetzt wurden. Von 1910 bis Ende des Ersten Weltkrieges entstanden auf dieser Werft rund 100 Schiffe, davon etwa 80 Fischereifahrzeuge vom Dampfheringslogger bis zum Fischdampfer. Davon wurden rund 20 Fischdampfer an die Kaiserliche Marine abgeliefert.
Nach dem Ersten Weltkrieg wurden bis 1939 vorwiegend Fischereifahrzeuge und einige Frachtdampfer abgeliefert. Danach folgten U-Jagd-Boote, Minensucher, Wheeler-Prähme und Fischdampfer, die als Vorpostenboote eingesetzt wurden, für die Kriegsmarine. Von 1945 bis 1949 beschäftigte sich die Werft mit Umbau- und Reparaturarbeiten. Ab 1949 konnten wieder Fischdampfer gebaut werden, mehrere Motorlogger entstanden für die Bremen-Vegesacker Fischerei-Gesellschaft. Ab 1950 wurden zunehmend Frachter bis 2000 BRT gebaut und ab 1955 wurden die Fischereifahrzeuge mit Dieselantrieb ausgestattet. Ab 1960 wurden bei den Trawlern die Seitenfänger von den Heckfängern abgelöst. Ab 1964 entstanden die ersten Autofähren dieser Werft für dänische und 1970 für deutsche Auftraggeber. 1968 wurden die ersten Containerschiffe abgeliefert. Die Neubauten waren nach der Vergrößerung der Durchfahrtbreite der geesteabwärts gelegenen Achgelisbrücke erheblich größer geworden und wiesen Vermessungen bis 6000 BRT auf.

## Schichau Unterweser, SUAG (1972–1989)
Vor dem Hintergrund der deutschen und internationalen Schiffbaukrise verschmolz die Bremerhavener Schichauwerft 1972 zur Schichau Unterweser AG. Das Schiffbauprogramm konzentrierte sich jetzt auf RoRo-Schiffe, Versorger von Offshorebauwerken, Containerschiffe und andere Spezialschiffe. Nach spektakulären Fährschiffsumbauten erhielt die Werft in den 1980er Jahren von European Ferries interessante Neubauaufträge für je zwei aufwändige Auto-Passagierfähren mit rund 12.000 BRZ und 15.000 BRZ. Mit 26000 BRZ waren die 1987 abgelieferten Auto-Passagierfähren für Townsend-Thorensen, London noch größer und aufwändiger. Da sie für den Werftbauplatz zu groß waren, entstanden sie auf der Helge des Bremer Vulkans in Bremen; denn 1984/85 wurde die SUAG in den Bremer Vulkan integriert.

## Fusion mit der Seebeckwerft (1989)
1989 erfolgte die Fusion mit Schichau Seebeck zur Schichau Seebeckwerft AG, in der Folge wurden die wesentlichen schiffbaulichen Bauvorgänge von der engen Geeste zur Schichau Seebeckwerft im Fischereihafen verlagert. Im Betriebsteil an der Geeste wurden Sektionen gefertigt, er wandelte sich zum Spezialist für den Stahlbau. 1989 wurde er ausgegliedert und als Geeste Metallbau (GMB) neu gegründet. GMB schloss 1998.

## Gebaute Schiffe

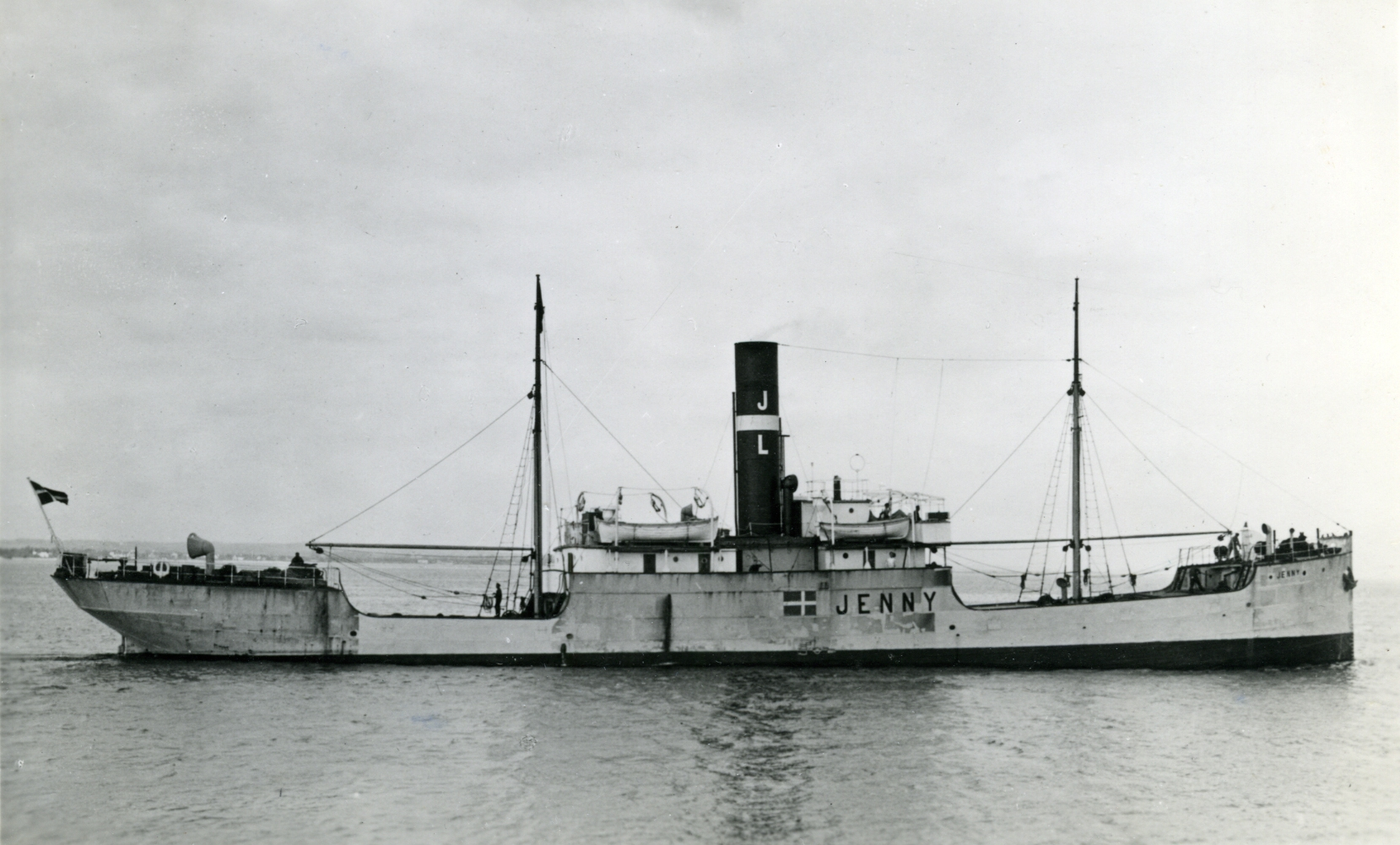
Jenny, № 121, Baujahr: 1917
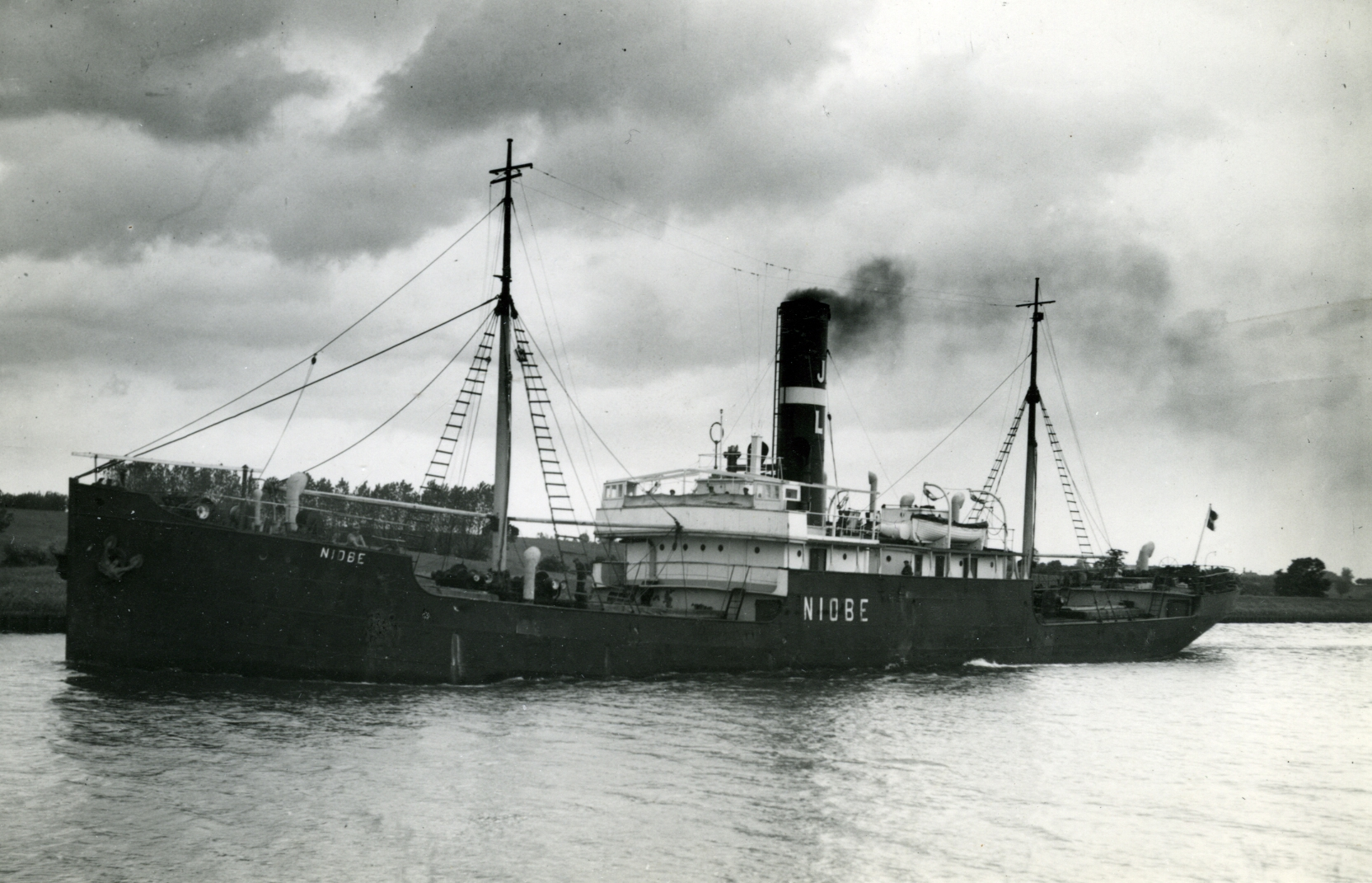
Niobe, № 179, Baujahr: 1921
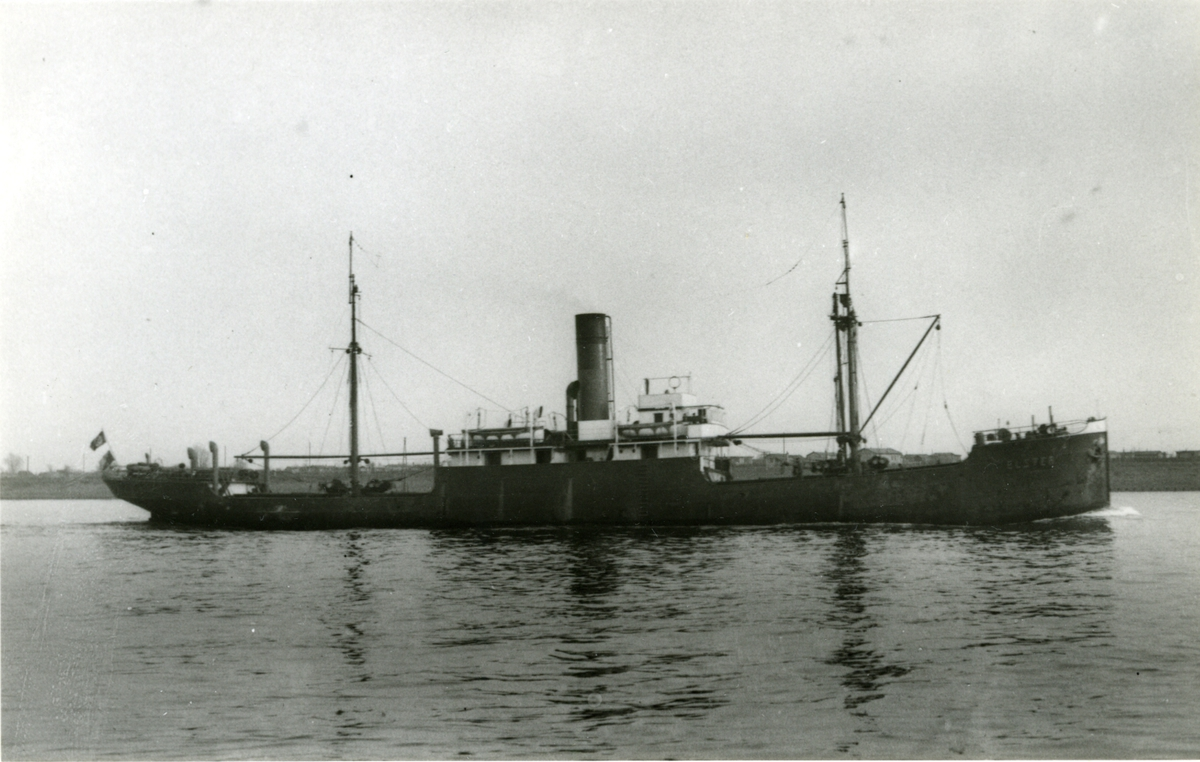
Elster, № 184, Baujahr: 1922
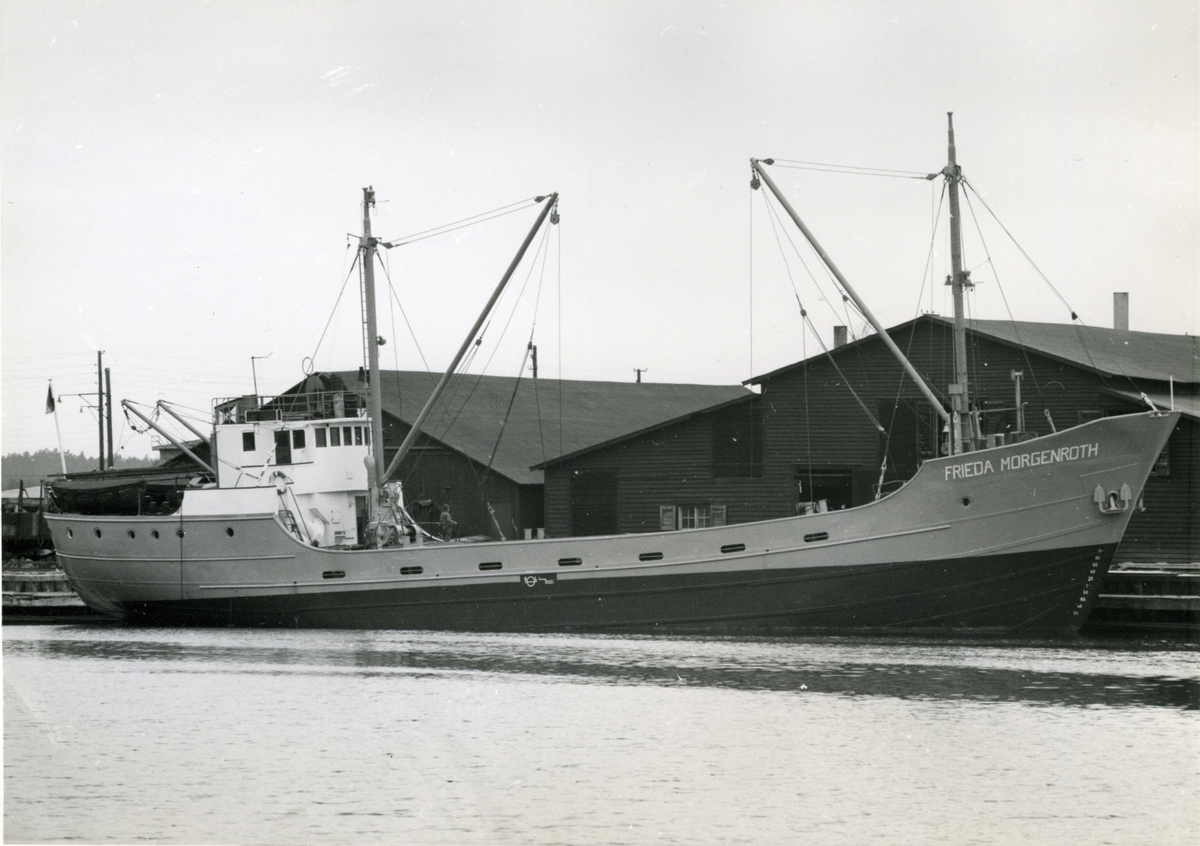
Frieda Morgenroth, № 344, Baujahr: 1950
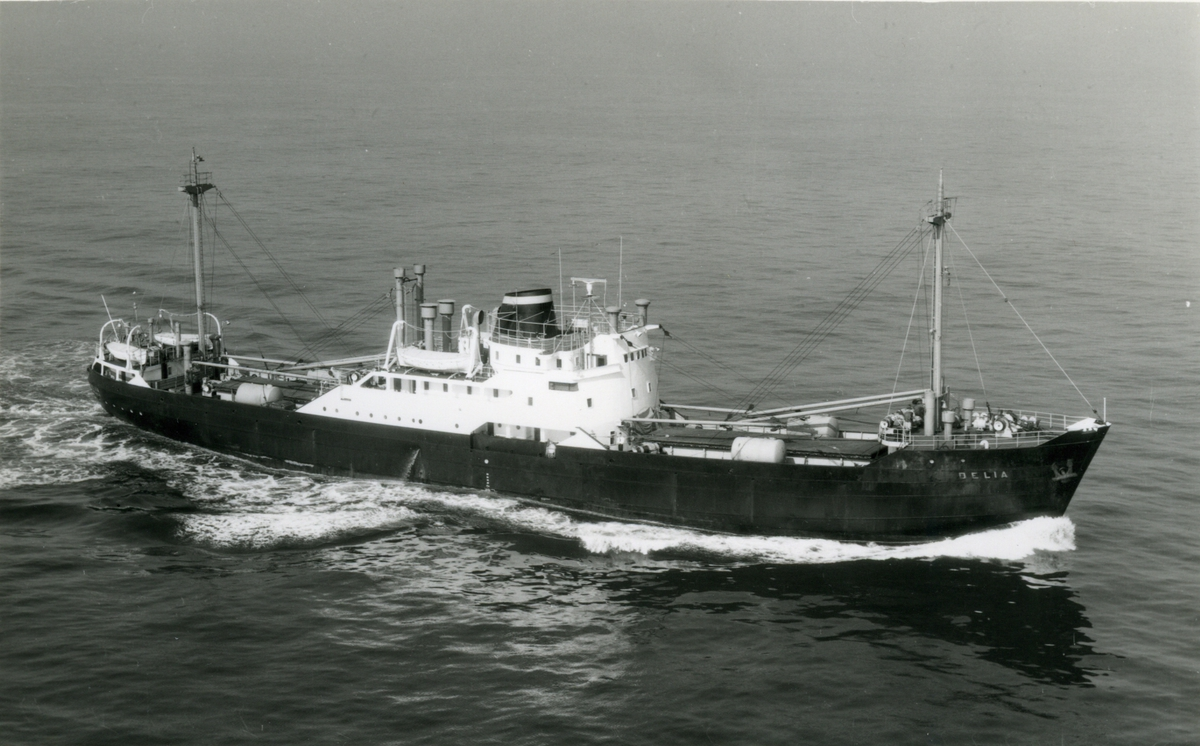
Delia, № 348, Baujahr: 1951
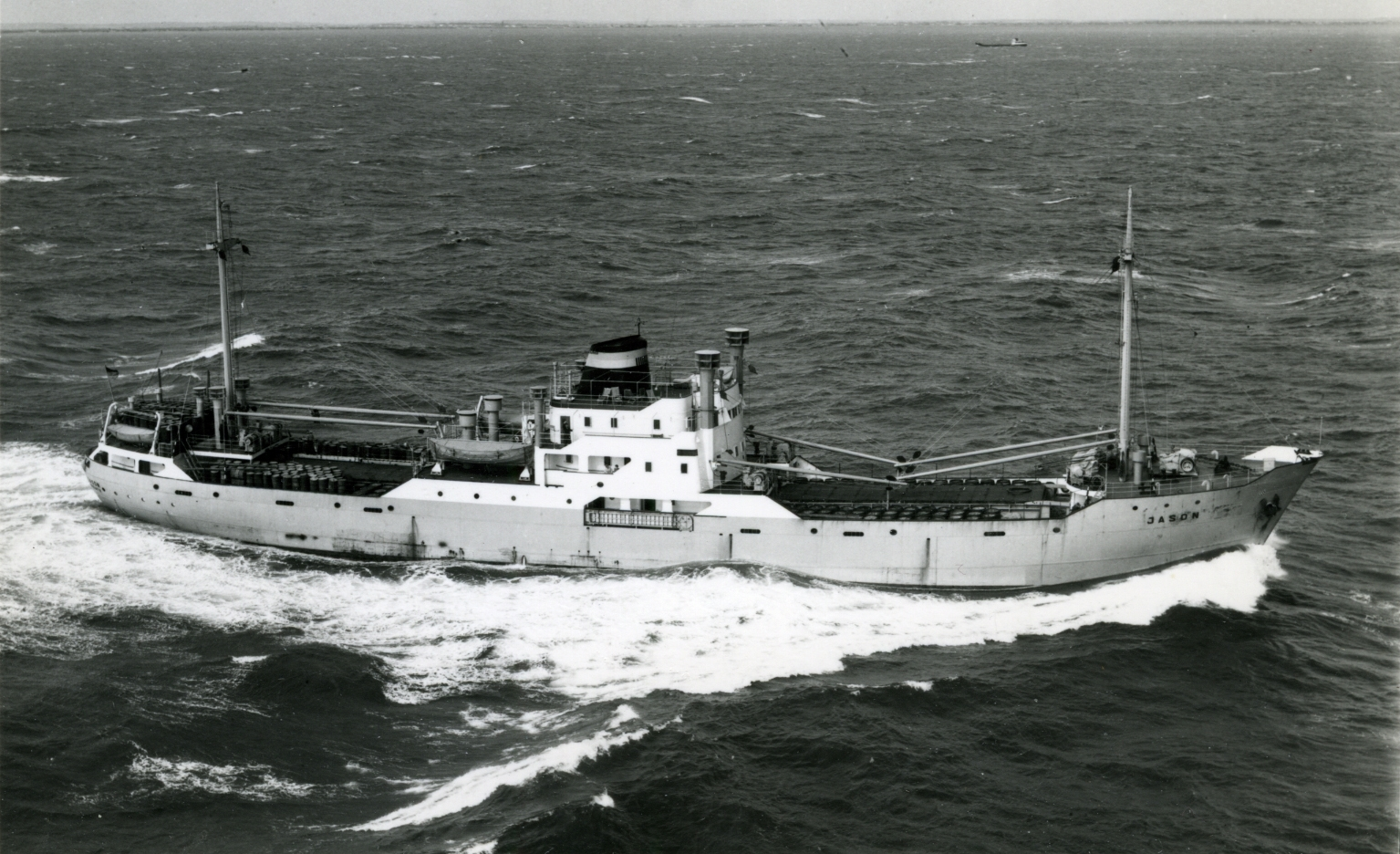
Jason, № 361, Baujahr: 1954